# Asgard (cómic)
Asgard es un reino ficticio y su ciudad capital aparece en los cómics estadounidenses publicados por Marvel Comics. Basado en el reino del mismo nombre de la mitología nórdica. Asgard es el hogar de los asgardianos y otros seres adaptados de la mitología nórdica. Asgard apareció por primera vez en Journey into Mystery (octubre de 1962) creado por Stan Lee, Larry Lieber y Jack Kirby, y ocupa un lugar destacado en las historias que siguen al superhéroe Thor.
Asgard ha aparecido en varias adaptaciones a los medios de Thor, incluyendo en las películas del Marvel Cinematic Universe: Thor (2011), Thor: The Dark World (2013), Avengers: Age of Ultron (2015), Thor: Ragnarok (2017), Avengers: Endgame (2019), Thor: Love and Thunder (2022) y la serie de Disney+ Loki (2021).

## Historia ficticia
Según la leyenda Asgardiana, al principio no había nada, pero con el tiempo dos mundos surgieron en lados opuestos del vacío. El que está al norte se llamaba Niflheim, un mundo de nubes y sombras en cuyo centro surgía la fuente Hvergelmir, desde la cual fluían doce ríos de hielo. El que está al sur se llamaba Muspelheim, que estaba lleno de ríos de fuego. Finalmente, el aire cálido del sur forjó al gigante de las heladas, Ymir en el hielo del norte. Ymir se convirtió en el padre de todos los gigantes, y su vaca Auðumbla lamió del hielo al primer asgardiano, Buri. Buri tuvo un hijo llamado Borr, que se casó con la giganta Bestla. Borr y Bestla tuvieron tres hijos llamados Odín, Vili y Ve, que eran conocidos como los Æsir. Odin y sus hermanos llegaron a odiar a los gigantes y mataron a Ymir, y su sangre formó un gran mar. Odin y sus hermanos luego levantaron el cuerpo de Ymir del mar y crearon Midgard entre Niflheim y Muspelheim. Con los huesos de Ymir crearon montañas, y con su cabello crearon árboles. Luego levantaron el cráneo de Ymir sobre cuatro pilares para crear los cielos. Dentro del cráneo había chispas de Muspelheim, que se convirtieron en el sol, la luna y las estrellas. Cuando Midgard se completó, Odin y sus hermanos crearon un hogar para ellos encima llamado Asgard. Entre los dos mundos, colocaron un puente arcoíris y lo llamaron Bifröst.
Una vez al año, Odín debe emprender el Sueño de Odín para recuperar su fuerza. Durante este tiempo, Asgard es vulnerable al ataque de sus muchos enemigos, sobre todo el hijo adoptivo de Odín, Loki. Loki primero toma el mando de Asgard durante el Sueño de Odín, usando su derecho como el 'hijo' de Odin antes de que Thor pudiera reclamarlo, pero huyó cuando Asgard fue invadido por Mangog al darse cuenta de que este nuevo enemigo era demasiado poderoso. Loki más tarde usurpó el trono de Asgard tomando el Ring de Odín, pero huyó de nuevo cuando Asgard fue invadido por el demonio de fuego, Surtur.
El trono de Asgard luego pasa a Thor después de que Odin muere en batalla por Surtur, cuando el demonio invade la Tierra.
Se profetizó que Loki lideraría a los enemigos de Asgard en un conflicto final conocido como Ragnarök, lo que llevaría a su destrucción. Esto ocurre cuando Loki obtiene la fragua que creó Mjolnir y crea nuevos martillos uru para su ejército. La totalidad de Asgard y sus habitantes son destruidos en la batalla resultante.
Después del Ragnarök, Donald Blake despierta a Thor del "vacío de la no existencia". Thor regresa a la Tierra y reconstruye Asgard en las afueras de Broxton, Oklahoma, comprando la tierra con oro del tesoro. Thor entonces se dedica a restaurar a los asgardianos, que han renacido en los cuerpos de hombres y mujeres mortales.
La ubicación de Asgard en la Tierra hace que la ciudad sea un objetivo durante la Invasión Secreta por los Skrulls liderados por un Super-Skrull llamado Godkiller, cuyos poderes imitan a Thundra, Titania, Volcana y Battleaxe. Los alienígenas son repelidos con la ayuda del aliado de Thor, Beta Ray Bill.
Cuando Thor es obligado a abdicar al trono y es exiliado por matar a su abuelo Borr, quien fue traído del pasado y enloquecido por Loki, el control de Asgard pasa al medio hermano de Thor, Balder.
Asgard es destruido una vez más después de que Norman Osborn toma el control de S.H.I.E.L.D. después de la Invasión Secreta mientras intenta expulsar a Asgard de suelo estadounidense en un esfuerzo por consolidar el poder. Osborn lidera a los Vengadores Oscuros en una invasión contra Asgard conocida como el Asedio. Las fuerzas invasoras son derrotadas con la ayuda de los Vengadores reunidos, aunque Asgard es derrocado por el Sentry. Inmediatamente después del asedio, Thor reelabora el observatorio de Heimdall sobre la Torre Stark como signo de solidaridad con Midgard y agradecimiento por la ayuda de los Vengadores.
Thor restaura a Odín al trono cuando los nueve reinos son invadidos por "los Devoradores de Mundos". Sin embargo, después de Thor y el hermano olvidado de Odin, Cul, se matan en la batalla durante el evento Fear Itself, Odín pasa el control de Asgard al Vanir, encabezado por la "Madre de Todos", un triunvirato de deidades femeninas que consiste en Freyja, Gaea e Idunn. La compañía de Tony Stark, Stark Resilient luego reconstruye Asgard sobre Broxton, Oklahoma, donde se rebautiza como "Asgardia".
Durante la historia del Pecado Original, se revela que hay un décimo reino en Asgard llamado Heven que está habitado por ángeles. Fue separado del resto de los reinos después del ataque de los Ángeles a Asgard que condujo a la muerte aparente de una niña Angela.
Asgard más tarde estableció el Congreso de los Mundos que consiste en los representantes de los Nueve Reinos. Después de que Heven se reintegrara con los otros Reinos, los representantes de Heven comenzaron a aparecer como miembros del Congreso de Mundos.

## Regiones
La dimensión de Asgard contiene varias regiones:

### Los Nueve Reinos
| Mundo         | Notas |
| ------------- | --- |
| Alfheim       | Hogar de los Elfos de Luz. Alfheim es una región distinta en el planetoide Asgard.                                                                                    |
| Asgard        | Hogar de los asgardianos. Asgard es el nombre del planetoide, una región distinta en el planetoide y de su capital.                                                   |
| Helheim       | El reino de los muertos que no son honrados ni deshonrados, gobernado por Hela.                                                                                       |
| Jotunheim     | Hogar de los Gigantes de Hielo. |
| Midgard       | El plano terrestre. Aunque técnicamente no forma parte de la dimensión asgardiana, es considerado uno de los Nueve Reinos debido a su importante conexión con Asgard. |
| Muspelheim    | Hogar de los Demonios, gobernado por Surtur. |
| Nidavellir    | Hogar de los Enanos. Nidavellir es una región distinta en el planetoide Asgard.                                                                                       |
| Svartálfaheim | Hogar de Elfos Oscuros. |
| Vanaheim      | Hogar de los Vanir que son la raza hermana de los asgardianos. Vanaheim es una región distinta en el planetoide Asgard.                                               |

### Otros mundos y regiones
| Región   | Notas                                                                                                   |
| -------- | --- |
| Niflheim | El reino de los muertos deshonrados que es distinto pero estrechamente conectado con Helheim.           |
| Valhalla | El reino de los honrados muertos y es una región distinta en el planetoide Asgard.                      |
| Nornheim | Reino dentro de Asgard, gobernado por Karnilla.                                                         |
| Heven    | El décimo Reino de Asgard, hogar de los Ángeles, que fue separado del resto por Odín hace mucho tiempo. |

## Las Seis Razas
Las seis razas de seres humanoides inteligentes que se sabe que residen dentro de la dimensión asgardiana.
| Raza        | Raza          | Miembros conocidos |
| ----------- | ------------- | --- |
| Asgardianos | Æsir          | Aldrif Odinsdottir, Amora la Encantadora, Balder, Bor, Búri, Brunnhilde, Fandral, Frigga, Heimdall, Hermod, Hildegarde, Hoder, Kelda, Lorelei, Magni, Mimir, Odin, Sif, Skurge el Ejecutor, Thor, Tyr, Vidar, Vili, Ve, Volla, Volstagg |
| Asgardianos | Vanir         | Frey, Freya, Idunn, Njord, Sigyn |
| Demonios    | Demonios      | Hrinmeer, Skulveig, Surtur |
| Enanos      | Enanos        | Alfrigg, Brokk, Dvalin, Eitri, Grerr, Throgg |
| Elfos       | Elfos Oscuros | Alflyse, Grendell, Kurse, Malekith |
| Elfos       | Elfos de Luz  | Aeltri, Hrinmeer |
| Gigantes    | Gigantes      | Angerboda, Fafnir*, Fasolt, Gerd, Gymir, Hela, Laufey, Loki, Siingard, Skadi, Solveig, Utgard-Loki, Vidar, Ymir |
| Trolls      | Trolls        | Ulik, Geirrodur, Ulla, Askella, Gaark, Garrg, Glagg, Grak, Grundor, Kryllk, Muthos, Olik, Targo |
| Otros       | Otros         | Hogun, Hrimhari, Karnilla, Mogul de la Montaña Mística, Tres Norns (Urd, Skuld y Verdandi) |

*No debe confundirse con el dragón Fafnir.

## Atributos raciales
Aunque parecen humanos, todos los asgardianos poseen ciertos atributos físicos sobrehumanos. Son extremadamente longevos (aunque no puramente inmortales como sus contrapartes olímpicas), envejeciendo a un ritmo extremadamente lento al llegar a la edad adulta (a través del consumo periódico de las manzanas doradas de Idunn). La carne y los huesos asgardianos son tres veces más densos que el tejido humano similar, lo que contribuye a su fuerza sobrehumana y peso. Un hombre asgardiano promedio puede levantar 30 toneladas (27,2 toneladas métricas); una mujer asgardiana promedia puede levantar alrededor de 25 toneladas (22,7 toneladas métricas). Los asgardianos son inmunes a todas las enfermedades terrestres y resistentes a las lesiones convencionales (sin embargo, esta resistencia parece relativamente incapaz de derrotar la plaga zombi en la Tierra-2149 que afecta incluso a los asgardianos). El metabolismo de los asgardianos les da una resistencia sobrehumana en todas las actividades físicas.
Los demonios son seres de fuego y tienden a tener la misma estatura que los asgardianos.
Los enanos son más pequeños en estatura que los asgardianos y tienen cuerpos bajos y rechonchos. Su altura promedio es de cuatro pies (1.2 metros).
Los elfos varían mucho en tamaño, de 1,2 a 2,4 metros (cuatro a ocho pies). Tienden a tener cuerpos delgados y extremidades proporcionalmente más largas. Los elfos oscuros tienden a ser de color más oscuro que los elfos claros. Ambos tipos tienen una inclinación natural hacia la magia.
Los gigantes son básicamente humanoides en apariencia y color, aunque tienden hacia el neandertálico en cuerpo y estructura ósea. Su rasgo más distintivo es su altura. El gigante promedio mide veinte pies (6 metros) de altura, aunque algunos pueden alcanzar los treinta pies (9.1 metros). En ocasiones, los gigantes producirán descendientes atrofiados que se parecen a los asgardianos. Loki y el Verdugo son hijos de gigantes a pesar de su diminuta estatura de seis o siete pies (1.8 o 2.1 metros).
Los trolls son los habitantes de Asgard con menos apariencia humana, y poseen características corporales que son casi simiescas. Los trolls son robustos y macizos, tienen un vello corporal grueso (casi pelaje) y tienden a un color naranja rojizo. Son en promedio más altos que los asgardianos pero más bajos que los gigantes, alrededor de siete pies (2.1 metros) de altura, aunque algunos trolls son considerablemente más altos. Los trolls tienden a ser extremadamente fuertes, más fuertes que el asgardiano, enano o elfo promedio y están a la par de los gigantes. Trolls como Ulik rivalizan con Thor en fuerza.

## Flora y fauna

### Flora
Yggdrasil; el árbol del mundo es un inmenso fresno que es fundamental para la dimensión asgardiana. El árbol está sostenido por tres raíces que se extienden hacia los otros mundos; uno al manantial de Hvergelmir en Niflheim, uno al pozo de Mimir en Jötunheim, y otro al pozo de Wyrd en Asgard. Aunque Midgard no está conectado físicamente a Yggdrasil, se dice que el eje de la Tierra está alineado con el árbol. En la serie limitada Thor: Blood Oath, Thor y los Tres Guerreros son enviados a recuperar las manzanas doradas de las ramas del árbol. Odín una vez se colgó del árbol durante nueve días y noches como sacrificio para adquirir conocimiento de las runas. Thor repitió esta acción durante el Ragnarök. Más tarde, Amora la Encantadora intentó destruir el árbol en un esfuerzo por liberar el cuerpo de Skurge el Verdugo de sus raíces, una acción que casi destrozó el tejido de la realidad.

### Fauna
- Los dragones son criaturas antiguas que se dice que viven en Náströnd. Estos incluyen Fafnir, Hakurel; un dragón que Thor mató durante una de sus primeras aventuras,[31] y Níðhöggr; que se alimenta de las raíces de Yggdrasil.[28]
- Las águilas son versiones gigantes y inteligentes de sus contrapartes terrestres. Estos incluyen Gnori; el rey de las águilas de las nieves a quien un joven Thor, Sif y Balder buscaron para una de sus plumas como parte de una búsqueda,[32] y Lerad; un águila que guarda las manzanas mágicas de Yggdrasil. Volstagg pudo robar una manzana al vencer primero a Lerad en un concurso de bebidas.[28]
- Lobo Fenris; un lobo gigante que se dice que es la descendencia de Loki y la giganta Angrboda. Durante el Ragnarök, Fenris se tragó todo lo que quedaba de Asgard tras la batalla final.[33]
- Geri y Freki son los lobos favoritos de Odín. Freki detuvo un intento de asesinato en la vida de Thor durante un tiempo conocido como el Reinante cuando Thor asumió el trono de Asgard y gobernó tanto Asgard como Midgard con puño de hierro.[34]
- Hugin y Munin son los cuervos favoritos de Odin. Guiaron a Thor para encontrar los medios para poner fin al ciclo de Ragnarök[35] y nuevamente a través de Hel para encontrar a Odín.[34]
- Serpiente de Midgard, una inmensa serpiente que vive en el Mar del Espacio dando vueltas a Midgard, lista para devorar a los marineros desprevenidos.[1]
- Rattatosk; una ardilla que vive en Yggdrasil y lleva mensajes entre Lerad y Níðhöggr. Cuando era niño, Thor iba a Yggdrasil para visitar a Rattatosk y escuchar sus historias.[28][29]
- Sleipnir; el corcel de ocho patas de Odín.[36] Thor tenía ocho corceles: Firegnaw, Mudbrute, Slaughterbit, Smokemare, Snow Harpy, Stormbringer, Swamptooth y Warhoof. Durante una hambruna en la tierra, algunos humanos se comieron los caballos por solicitud de Thor de que no lo hicieran. El Dios del Trueno se llevó los huesos a Asgard. Usando magia, los transformó en Sleipnir.[19]
- Tanngnjóstr y Tanngrisnir; dos cabras místicas que tiran del carro de Thor.[20]

## En otros medios

### Televisión
- Asgard aparece en Spider-Man and His Amazing Friends episodio "The Vengeance of Loki."
- Asgard aparece en The Super Hero Squad Show.
- Asgard aparece en The Avengers: Earth's Mightiest Heroes episodio "Thor the Mighty".
- Asgard aparece en Ultimate Spider-Man episodio "Field Trip".
- Asgard aparece en Avengers Assemble episodio "Planet Doom." Vanaheim aparece en el episodio "Downgraded." Hawkeye y Falcon terminan accidentalmente en Vanaheim, donde ayudan a Freya a defender su ciudad de sombras Nyx mientras encuentran la forma de reavivar la luz que mantiene a las sombras Nyx a raya.
- Asgard aparece en Hulk and the Agents of S.M.A.S.H. episodio "For Asgard" y "Days of Future Smash: Smashguard".
- Asgard aparece en Guardians of the Galaxy episodio "We are the World Tree."

### Cine
- Asgard Asgard es el escenario de la película animada Hulk vs. Thor.[37]
- Asgard es el escenario de la película animada Thor: Tales of Asgard.[38]
- Asgard y varios de los otros Nueve Reinos aparecen en películas de Marvel Cinematic Universe:
  - Asgard y Jotunheim aparecen en la película de Marvel Studios de 2011 Thor, dirigida por Kenneth Branagh.[39]
  - Asgard, Svartálfaheim, Vanaheim, y Jotunheim aparecen en la secuela de 2013 Thor: The Dark World, dirigida por Alan Taylor. Muspelheim también es nombrada.[40][41]
  - Asgard y Muspelheim aparecen en la última parte de la trilogía, Thor: Ragnarok de 2017, dirigida por Taika Waititi. La película comienza en Muspelheim, donde Thor derrota a Surtur antes de volver a Asgard. Al final, Thor y Loki citan a Surtur para destruir Asgard, y así acabar con Hela. Thor lidera al pueblo asgardiano hacia la Tierra, para establecer un nuevo hogar. Helheim también es nombrado en el flashback de la batalla entre Hela y las Valkirias.
  - Nidavellir aparece en la película de 2018 Avengers: Infinity War. Thor, junto con Rocket y Groot, viajan allí para pedirle al enano Eitri que forje una nueva arma que pueda matar a Thanos. En la película, Nidavellir es una estrella de neutrones rodeada por una esfera Dyson que los enanos usaban para fabricar armas.
  - En la película de 2019 Avengers: Endgame, Thor establece una nueva patria para los asgardianos, llamada "New Asgard", en Tønsberg, Noruega. Thor y Rocket viajan en el tiempo a Asgard durante los eventos de Thor: The Dark World en recuperar la Gema de la Realidad para deshacer a Thanos que ha eliminando la mitad de toda la vida en el universo.

### Videojuegos
- Asgard es un nivel del videojuego Marvel: Ultimate Alliance (2006).[42]
- Asgard aparece en el videojuego Marvel Super Hero Squad (2009).[43]
- Asgard aparece en el videojuego Thor: God of Thunder (2011), basado en la película.[44]
- Asgard aparece como escenario en el videojuego Marvel vs. Capcom 3: Fate of Two Worlds (2011), además de una versión "Sea of Space" en Ultimate Marvel vs. Capcom 3 (2011).
- Asgard aparece en el videojuego Marvel Super Hero Squad Online (2011).
- Asgard aparece en el videojuego Lego Marvel Super Heroes (2013) y Lego Marvel's Avengers (2016).
- Asgard aparece como escenario en el videojuego Marvel vs. Capcom: Infinite (2017), fusionado con "Abel City" de la serie de Mega Man X, llamado "Xgard".[45]
- Asgard aparece como escenario en el videojuego Marvel Contest of Champions (2014).

### Parques temáticos
- En Disneyland, existe la atracción "Treasures of Asgard", localizada dentro de la zona Innoventions de Tomorrowland. Fue abierta el 1 de noviembre de 2013 y presenta exhibiciones de reliquias asgardianas, transportando a los invitados al salón del trono de Odín en Asgard, donde son recibidos por Thor.[46]